# Pycnopogon hirsutus
Pycnopogon hirsutus är en tvåvingeart som beskrevs av Becker och Stein 1913. Pycnopogon hirsutus ingår i släktet Pycnopogon och familjen rovflugor. Inga underarter finns listade i Catalogue of Life.